# Station Kirkconnel
Kirkconnel is een spoorwegstation van National Rail in Dumfries and Galloway in Schotland. Het station is eigendom van Network Rail en wordt beheerd door ScotRail. 